# Atemptat a la Universitat de Garissa
L'atemptat a la Universitat de Garissa va ser un atac gihadista que va ocórrer el 2 d'abril de 2015 a Kenya i que va deixar 147 persones mortes, inclosos els 4 terroristes que van participar en la massacre. Els atacants, militants de l'organització Al-Xabab, van irrompre al campus amb armes d'alt calibre, prenent com a ostatges a múltiples estudiants i professors al·legant que la institució estava en un espai colonitzat per no-musulmans. Els terroristes van alliberar progressivament a estudiants i personal musulmà, però van assassinar als cristians mitjançant trets i decapitació. Encara es desconeix on es troben 535 dels estudiants. Es tracta del major atac islamista ocorregut a Kenya.

## Antecedents
El 22 de novembre de 2014, membres d'Al-Xabab havien assassinat a 28 dels passatgers d'un autobús a la localitat de Mandera; aquells que no sabien recitar versos de l'Alcorà. Al setembre de 2013, havia tingut lloc la major massacre fins avui, el tiroteig i segrest al centre comercial Westgate, amb 71 morts.

## Fets
L'atac va començar al voltant de les 05:30 hora local, la qual cosa va provocar un tiroteig entre els militants de l'organització armada i els policies que custodiaven el campus. Dos guàrdies van ser assassinats a l'entrada principal. Els tiradors es van tancar en el bloc d'administració i més tard van irrompre a les habitacions on dormien els estudiants. 20 universitaris van ser rescatats pels soldats, incloent a Collins Wetangula, qui va relatar la presència d'almenys cinc homes armats i emmascarats, els quals assassinaven als cristians immediatament. Michael Bwana, un altre estudiant que va fugir va dir que la majoria de les persones que seguien a l'interior eren nenes. Una sospitosa va ser detinguda mentre fugia de la zona.
Policies i soldats van rodejar i acordonar la universitat per espantar als homes armats. Tan sols dies abans, es va emetre un butlletí alertant als centres educatius que hi havia moltes possibilitats d'un atac armat contra aquests llocs. El Ministre de l'Interior i el cap d'operacions del Centre de Desastres de Kenya van informar que tres de quatre residències van ser evacuades. Grace Kai, una estudiant d'una universitat propera va dir que «els estrangers havien estat vistos a la ciutat de Garissa i van sospitar que eren terroristes», llavors «el dilluns [30 de març de 2015] el nostre director de la universitat ens va dir... que els estrangers havien estat vistos a la nostra universitat», mentre que el dimarts el col·legi va tancar i va enviar els seus estudiants a casa, però la universitat que va romandre oberta va ser atacada.
Els pistolers van ser associats amb Al-Xabab un grup armat de Somàlia que té vincles amb Al-Qaida. La seva motivació, segons van declarar, era que la universitat era una terra musulmana «colonitzada pels no musulmans». Un portaveu d'Al-Xabab va indicar que la missió d'atac era matar als quals estaven en contra del grup, i van afirmar que els insurgents havien alliberat a tots els musulmans, mentre que va celebrar l'assassinat i segrest dels cristians. La força de defensa de Kenya i altres agències de seguretat de Garissa van ser desplegades. El govern de Kenya va identificar a Mohamed Mohamud Kuno, conegut com a "Dulyadin" com a l'actor intel·lectual de l'atac. Kuno era professor d'aquesta universitat.